# Aeschynanthus
Aeschynanthus es un género con 241 especies de plantas herbáceas perteneciente a la familia Gesneriaceae. Es originario del sur de Asia.

## Descripción
Son plantas, epífitas (rara vez las plantas tienen hábito terrestre) o arbustos leñosos. El tallo es cilíndrico, rara vez (sub) cuadrangular, ramificado o no, erecto, tumbado o colgante; se aferran al sustrato por raíces que salen de los nodos. Las hojas son opuestas (a menudo se disponen en un solo plano por torsión de los entrenudos, rara vez verticiladas; con pecíolo corto y las láminas, lineal a lanceoladas, ovadas o cordadas (a suborbiculares), con el margen entero, rara vez oscuramente denticuladas; carnosas o coriáceas, con una hipodermis preparada para el almacenamiento de agua -solo por debajo de la epidermis superior, con nervios generalmente oscuros. A inflorescencia con algunas  flores en cimas axilares o solitarias, se forman en las axilas de las hojas o  salen de las brácteas escamosas y forman una inflorescencia pseudoterminal; bractéolas ovadas o escamosas, rara vez grandes y de color, en la mayoría de las especies de hoja caduca. Sépalos libres y por lo general estrechos, o total o parcialmente connados y formando una copa con forma cilíndrica de llamativo color, cáliz con pequeños lóbulos redondeados. Corola generalmente de color rojo brillante, más raramente de color naranja, amarillo, amarillo verdoso o verde, tubo generalmente largo, arqueado. El fruto es una cápsula lineal, en algunas especies hasta de 50 cm de largo, bivalva, con dehiscencia loculicida. Semillas muy pequeñas y numerosas. El número de cromosomas : 2n = 28 , 30, 32, 48, 60 , 64, 96.

## Distribución y hábitat
Se distribuyen desde el sur de China (34 spp.), norte y sur en toda la India, Malasia a Nueva Guinea y las Islas Salomón. Crecen con hábitos de epifitas  en los árboles (raramente en las rocas o suelo desnudo), en las tierras bajas o montañosas de la selva tropical. 

## Taxonomía
El género fue descrito por William Jack  y publicado en Transactions of the Linnean Society of London 14: 42. 1823. La especie tipo es: Aeschynanthus volubilis Jack 
Etimología
El nombre del género deriva de las palabras griegas αισχυνη,  aischyne = "vergüenza", αισχυνω ,  aischynō = "de lo que avergonzarse" , y ανθος , anthos = "flor" , aludiendo a la corola generalmente d color rojo, o (menos probable ) de αίσχυνειν ,  aischýnein = "deformación , distorsionar" y άνθος ,  anthos  = "flor", en referencia a la extraña forma de la corola.

## Especies seleccionadas
- Aeschynanthus albidus
- Aeschynanthus angustifolius
- Aeschynanthus burttii
- Aeschynanthus hildebrandii
- Aeschynanthus lobbianus
- Aeschynanthus longiflorus
- Aeschynanthus micranthus
- Aeschynanthus perakensis
- Aeschynanthus radicans
- Aeschynanthus speciosus